# Leonid Szamkowicz
Leonid Aleksandrowicz Szamkowicz, ros. Леонид Александрович Шамкович (ur. 1 czerwca 1923 w Rostowie nad Donem, zm. 22 kwietnia 2005 w Nowym Jorku) – amerykański szachista pochodzenia rosyjskiego, autor książek o tematyce szachowej, arcymistrz od 1965 roku.

## Kariera szachowa
Pierwsze znaczące sukcesy zaczął odnosić w połowie lat 50. XX wieku. W 1954 i 1956 zwyciężył w mistrzostwach RFSRR, w 1954 zadebiutował również w finale indywidualnych mistrzostw Związku Radzieckiego. Do 1972 w finałowych turniejach wystąpił jeszcze pięciokrotnie, najlepszy wynik osiągając na przełomie 1964 i 1965 w Kijowie, gdzie podzielił V-VI miejsce. W 1961 podzielił I m. (wspólnie z Dawidem Bronsteinem) w mistrzostwach Moskwy. W 1962 zwyciężył w Duszanbe, w 1965 zajął III m. (za Paulem Keresem i Vlastimilem Hortem) w Mariańskich Łaźniach, natomiast w 1967 podzielił I m. w Salgótarján (memoriał Lajosa Asztalosa, wspólnie z Istvanem Bilkiem) i w Soczi (wspólnie z Aleksandrem Zajcewem, Władimirem Simaginem, Nikołajem Krogiusem i Borysem Spasskim). W 1969 zwyciężył w Konstancy, natomiast w 1972 podzielił I m. w Timișoarze. W 1975 opuścił Związek Radziecki, wyjeżdżając najpierw do Izraela, następnie do Kanady, by ostatecznie osiedlić się w Stanach Zjednoczonych. W tym samym roku zajął I m. w turnieju Canadian Open w Calgary, a w 1976 i 1977 podzielił I m. w turniejach U.S. Open (w pierwszym przypadku z Anatolijem Lejnem, a w drugim – z Andrew Soltisem i Timothy Taylorem). W 1978 zdobył w Pasadenie brązowy medal indywidualnych mistrzostw USA, natomiast w 1980 reprezentował Stany Zjednoczone na rozegranej w Valletcie szachowej olimpiadzie, na której amerykańscy szachiści zajęli IV miejsce. W 1980 podzielił II m. (za Yehudą Gruenfeldem, wspólnie z Carlosem Cuartasem) w Biel, w 1981 podzielił III m. (za Yehudą Gruenfeldem i Anatolijem Lejnem, wspólnie z Johnem Fedorowiczem) w memoriale Edwarda Laskera w Nowym Jorku, natomiast w 1982 był drugi w Nowym Jorku. W kolejnych latach nie osiągnął już tak znaczących rezultatów, jednym z ostatnich jego sukcesów było dz. II m. (za Johnem Donaldsonem) na Bermudach w 1995 roku.
Najwyższy ranking w karierze osiągnął 1 lipca 1973, z wynikiem 2540 punktów dzielił wówczas 41-44. miejsce na światowej liście FIDE, jednocześnie dzieląc 22-24. miejsce wśród radzieckich szachistów.
Był autorem lub współautorem kilku książek o tematyce szachowej. Zmarł w 2005, przyczyną śmierci była choroba Parkinsona.

## Wybrane publikacje
- Chess sacrifices, 1976, ISBN 0-900928-99-9.
- Play the Tarrasch, 1984, ISBN 0-08-029748-X.
- Spanish gambits, 1986, ISBN 0-02-029020-9.
- Kasparov’s opening repertoire, 1990, ISBN 0-02-029811-0.
- World champion tactics, 1999, ISBN 1-58042-005-2.
- A new era. How Garry Kasparov changed the world of chess, 1997, ISBN 0-345-40890-X.